# 오페라 케이크

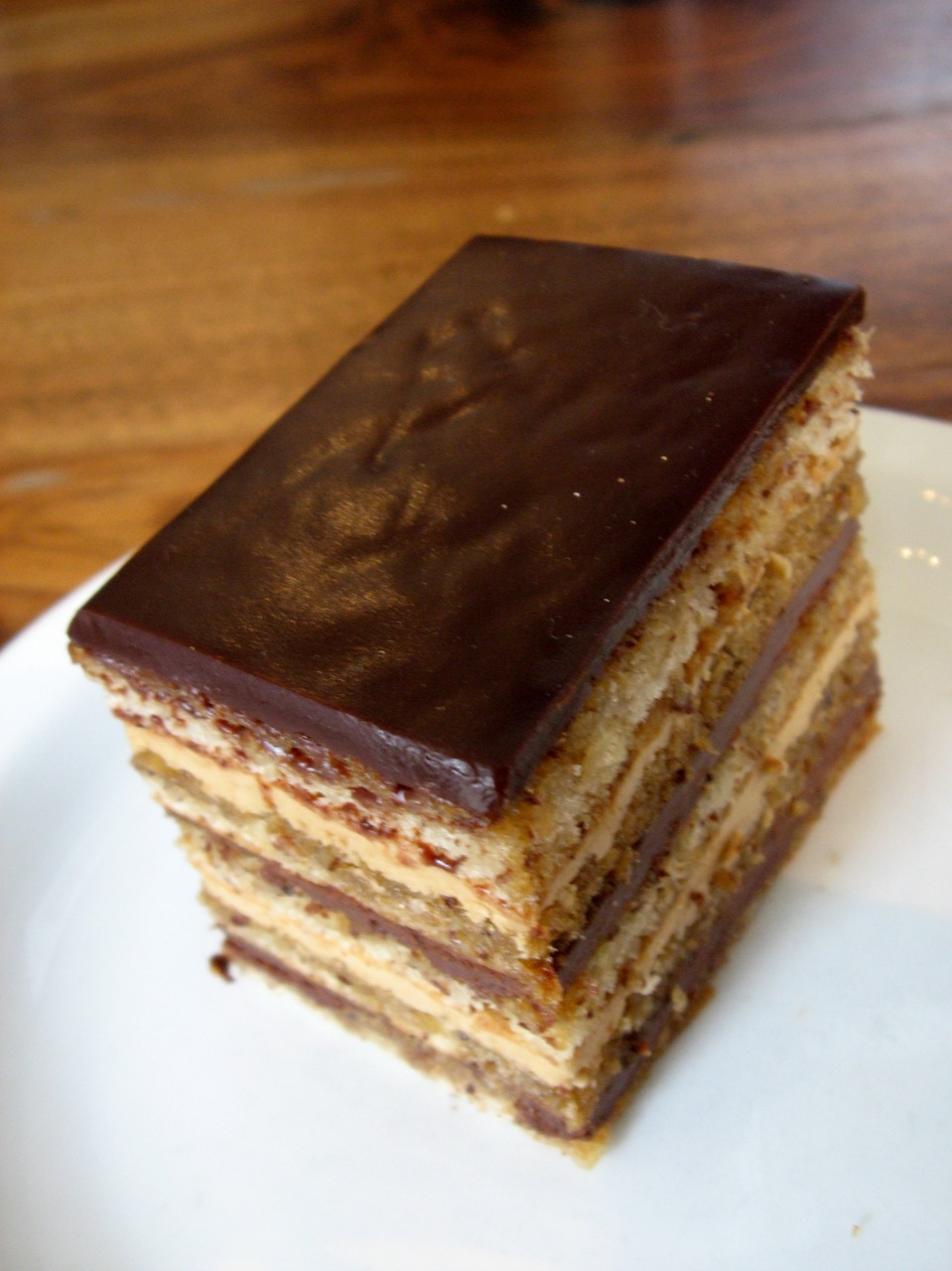

오페라 케이크(opera cake, 프랑스어: Gâteau opéra, 가토 오페라, 오페라 가토)는 프랑스 케이크이다. 커피 시럽에 담근 아몬드 스펀지 케이크(프랑스어로 조콘드(Joconde))를 겹겹이 쌓고 가나슈와 커피(그랑 마니에르) 프랑스식 버터크림을 얹은 후 초콜릿 글레이즈로 덮는다. 그 이름은 오페라 하우스의 층을 닮은 층에서 유래되었다.
라루스 가스트로노미크(Larousse Gastronomique)에 따르면 오페라 가토(Opéra gâteau)는 커피와 초콜릿을 채우고 아이싱을 곁들인 정교한 아몬드 스펀지 케이크이다. 전통적으로 '오페라'라는 단어는 초콜릿 글레이즈 위에도 쓰여 있다. 때때로 프레젠테이션에 식용 금박이 추가된다.

## 같이 보기
- 티라미수